# Ștei, Hunedoara
Ștei (în maghiară Stejvaspatak) este un sat în comuna Densuș din județul Hunedoara, Transilvania, România.